# Ligue des droits du français
La Ligue des droits du français (1913-1921) est une association créée le 11 mars 1913 à Montréal afin d'encourager le respect et l'utilisation de la langue française au Québec et au Canada. Comme l'indique l'article II de son Règlement, la Ligue « a pour but de rendre à la langue française, dans les différentes domaines où s'exerce l'activité des Canadiens français [...], la place à laquelle elle a droit ».
Outre par ses pressions directes auprès des commerçants, des industriels et des pouvoirs publics pour qu'ils utilisent le français davantage, la Ligue des droits du français agit durant toute son existence par des publications très populaires : son manifeste fondateur, ainsi que L'Almanach de la langue française. La Ligue donne aussi naissance à la revue L'Action française peu avant de demander son incorporation au gouvernement du Québec, en mai 1921, sous le nom de Ligue d'action française (1921-1927).
À la suite de la condamnation de L'Action française de Paris et pour éviter toute confusion, la Ligue change brièvement de nom en 1928 pour devenir la Ligue d'action canadienne-française (1928). Puis, à la fin de la même année, des revers financiers et les pressions que subit Lionel Groulx de la part de l'Université de Montréal et de l'Église[Laquelle ?] entraînent tant la cessation de ses activités que l'arrêt de la publication de la revue. L'une et l'autre seront relancées en 1933 sous les noms de Ligue d'action nationale et de L'Action nationale.

## Origines et mission
Au début du XXe siècle, le français est une langue très fragile au Canada, et même de plus en plus au Québec. L'exode de centaines de milliers de Canadiens français vers les manufactures de la Nouvelle-Angleterre et le Mid-West américain qui a marqué les dernières décennies du siècle précédent, les nombreuses et graves restrictions apportées aux droits linguistiques de la minorité francophone dans toutes les provinces anglophones du pays depuis la Confédération de 1867, et l'essor de l'industrialisation qui a donné un visage presque entièrement anglais à la ville de Montréal, tout cela fait en sorte que les Canadiens français savent leur langue menacée. En 1910, au Congrès eucharistique de Montréal, le grand tribun Henri Bourassa a prononcé à l'église Notre-Dame de Montréal un discours dans lequel il a défendu avec vigueur la cause de la langue française au Canada. Ce plaidoyer retentit longtemps partout au Québec, au Canada français et dans les petits Canadas des États-Unis. En 1912, le gouvernement de l'Ontario adopte le Règlement 17 pour interdire l'usage du français dans les écoles bilingues, qui, du coup, sont destinées à devenir unilingues anglaises. En réaction contre ces attaques répétées et l'inquiétude qu'elles soulèvent pour l'avenir de la nation canadienne-française, plusieurs nouveaux mouvements nationalistes et catholiques ont émergé au Canada français depuis le début du siècle. Leur objectif est de penser la question nationale en conformité avec la doctrine sociale de l'Église, énoncée en 1891 par Léon XIII dans la grande encyclique Rerum Novarum. C'est le cas notamment de l'Association catholique de la jeunesse canadienne-française, fondée en 1904 par le père jésuite Samuel Bellavance à l'intention de la jeunesse des collèges classiques. C'est le cas aussi du journal Le Devoir, fondé en janvier 1910 par Henri Bourassa.
C'est dans ce contexte que le père jésuite Joseph-Papin Archambault, à peine trentenaire, décide alors de faire lui aussi sa part pour le français. En prévision du Congrès de la langue française qui se tiendra en juin 1912 à Québec, il fait paraître le 16 mars 1912 à la Une du journal Le Devoir un article bien documenté sur la situation de la langue française dans le commerce à Montréal, article qu'il signe du pseudonyme Pierre Homier. Cet article est suivi de plusieurs autres jusqu'en juin 1913, dans lesquels il exhorte les commerçants et manufacturiers canadiens-français à ne pas craindre d'utiliser la langue française dans leurs communications, ni de franciser le nom de leurs entreprises.
Les réactions des lecteurs du quotidien nationaliste sont favorables : quantité d'entre eux écrivent au jésuite pour lui signaler des cas où le français est bafoué et réclamer son intervention personnelle. Si bien qu'Archambault a une idée : créer un organisme dont la mission serait de surveiller et de promouvoir l'usage du français dans le commerce, l'industrie et l'espace public en général. Cet organisme recevrait les plaintes sur le mauvais usage ou l'absence d'usage du français, étudierait les cas soumis à son attention, et ferait des réclamations auprès des responsables concernés. La réunion de fondation de la Ligue des droits du français a lieu le 11 mars 1913. Ses fondateurs sont Joseph-Papin Archambault, Joseph Gauvreau, Henri Auger, A.G. Casault, Léon Lorrain et Anatole Vanier .

## Premières activités
Comme l'écrit Pierre Homier dans l'article cité de 1921 qui sert de fondement à ce paragraphe, la première action de la nouvelle Ligue est la publication d'un manifeste envoyé aux principaux journaux, et imprimé en outre à plusieurs milliers d'exemplaires pour diffusion sous forme de tract. Les rédacteurs y indiquent la raison d'être de la Ligue: une action pacifique pour que les "droits naturels et constitutionnels" du français soient mieux respectés, et d'abord par les Canadiens français eux-mêmes. Le manifeste précise aussi le moyen privilégié : la création d'un service linguistique pour réviser, traduire, voire rédiger, contre rétribution raisonnable, les publicités, catalogues et autres textes commerciaux qu'on voudra lui confier.
À ce service s'ajoute peu après une brochure qui réunit les articles de Pierre Homier parus dans Le Devoir avant la fondation de la Ligue ; et surtout la publication, chaque mois, de nouvelles listes d'expressions techniques traduites de l'anglais au français. Des enseignants sollicités par la Ligue dressent celles-ci bénévolement. Classées par métier, imprimées à des centaines d'exemplaires, ces listes sont ensuite distribuées dans les écoles professionnelles et techniques.
Par ailleurs, les membres de la Ligue, et notamment son secrétaire, le médecin Joseph Gauvreau, multiplient les interventions auprès des gouvernements, des municipalités, des entreprises industrielles et commerciales et des particuliers pour les inciter à utiliser davantage le français dans leurs communications, dans leur raison sociale et dans leur affichage d'affaires.
Bref, pas de grands discours ou de grands principes, mais du travail concret pour emmener les Canadiens français à être fiers de leur langue et à l'afficher publiquement.
Peu à peu, d'autres membres joignent les rangs de la Ligue: d'abord le journaliste Omer Héroux et le père Guillaume Charlebois, alors provincial des Oblats de Marie Immaculée au Canada ; puis Louis Hurtubise en remplacement de ce religieux ; et, en 1917, l'abbé Lionel Groulx en remplacement de Léon Lorrain.

## Le siège social
Les premières réunions se tiennent dans le bureau du docteur Gauvreau. Puis, la Société Saint-Jean-Baptiste loge quelque temps la Ligue au Monument-national dans un local sis sous le grand escalier qui conduit au premier étage. C'est là que naissent L'Almanach de la langue française et la revue L'Action française. La Ligue s'installe ensuite pendant quelques mois en 1917 au 9e étage de l'édifice Dandurand, où le propriétaire lui cède généreusement un bureau. Entre août 1917 et le début de 1921, c'est la compagnie La Sauvegarde qui lui accorde l'usage d'un bureau dans son édifice de la rue Notre-Dame. Enfin, en 1921, grâce à l'aide financière de l'abbé Philippe Perrier, la Ligue peut acquérir un petit immeuble dans le vieux quartier Saint-Jacques, au sud de la rue Saint-Denis. À ce moment, elle est depuis peu incorporée sous le nom de Ligue d'Action française.

## L'Almanach de la langue française
Cette publication paraît de 1916 à 1930. Dans les toutes premières années, L'Almanach est tiré à pas moins de 20 000 exemplaires. Certaines éditions dépassent même 40 000 exemplaires. Sous ce nom, L'Almanach est en fait une véritable revue qui traite de la question nationale et des droits de la langue française.
À peu près tous les intellectuels nationalistes finissent par y écrire. Dans celui de 1917, par exemple, on peut croiser entre autres les noms de l'abbé Philippe Perrier, du poète Albert Ferland, de l'historien Lionel Groulx, de Camille Roy, professeur de littérature à l'Université Laval, ainsi que de plusieurs journalistes du Devoir, tels que Fadette (Henriette Dessaulles), Omer Héroux et Georges Pelletier, et le directeur de ce quotidien, Henri Bourassa.
C'est dans L'Almanach qu'est proposé pour la première fois de faire du 24 juin un jour férié au Québec, ce qui adviendra en 1925.

## L'Action française
En janvier 1917 paraît la nouvelle revue de la Ligue des droits du français, L'Action française. Le journaliste Omer Héroux en est le directeur jusqu'au début de l'automne 1920 et à ce titre, c'est lui qui signe la plupart des éditoriaux. Il signe aussi 21 autres articles entre 1917 et 1921, sans compter plusieurs textes non signés. L'ensemble de ces écrits montrent un homme soucieux des difficultés que crée aux Canadiens français leur statut minoritaire dans un Canada qui les tolère très mal. La revue tire à 4000 exemplaires en 1918, 5000 en 1919. Au départ de Héroux, Lionel Groulx prend la direction, d'abord d'octobre 1920 à mai 1921, puis définitivement à partir de mai 1922 lorsqu'il revient d'un voyage d'un an en Europe. Sous sa gouverne, le rayonnement de la revue s'élargit encore: 4000 abonnés en 1921, un tirage de 6000 exemplaires en 1923.
Le premier numéro, en janvier 1917, compte 40 pages. L'éditorial, signé Édouard Montpetit, appelle les Canadiens français à partir à la conquête de l'économie. Le docteur Gauvreau présente la revue et ses objectifs: la défense des droits, de la culture et de la langue des Canadiens français. Omer Héroux, le directeur, rappelle le geste de ces mères de famille qui, en janvier 1916 ont envahi l'école Guigues, à Ottawa, pour que les institutrices puissent enseigner le français à leurs enfants. Jean Bourgainville félicite les élèves de Rigaud et les clients de Saint-Liboire d'avoir refusé de donner leurs billets au contrôleur du train du Grand-Tronc à moins que celui-ci ne les leur demande en français. Pierre Homier dénonce les inscriptions unilingues anglaises sur les boites à lettres du gouvernement fédéral. Le ton est donné.
Durant toute son existence, L'Action française se fera le défenseur de la langue, de l'histoire, des droits constitutionnels et de la culture des Canadiens français. Sur le plan économique, elle encouragera ceux-ci à s'approprier une part plus grande de l'économie, et à le faire par des moyens qu'ils peuvent contrôler: création de petites entreprises, encouragement aux entrepreneurs canadiens-français, mise de l'épargne au service de l'économie canadienne-française, développement régional, préoccupation pour l'instruction.
Dès la première année, la revue conduit des enquêtes sur divers sujets d'intérêt national. Ainsi, en 1917, le père Joseph-Papin Archambault se rend chez des commerçants montréalais pour scruter les étiquettes des produits, le plus souvent unilingues anglaises. À partir de 1918, Lionel Groulx donne une orientation à ces travaux de recherche. Le thème choisi détermine les priorités de l'année. Les thèmes sont: "Nos forces nationales" (1918), "Les précurseurs" (1919), "Comment servir" (1920), "Le problème économique" (1921), "Notre avenir politique" (1922), "Notre intégrité catholique" (1923), "L'ennemi dans la place" (1924), "Le bilinguisme" (1925), "La doctrine de L'Action française" (1926) et "L'éducation nationale" (1928). Pour Robert Laplante, directeur de L'Action nationale en 2017, au moment du centenaire de L'Action nationale, ces enquêtes "ont une grande ambition : aider la nation à se saisir comme totalité. C’est un effort délibéré pour s’arracher à la représentation minoritaire."
L'enquête de 1922 sur "Notre avenir politique", conduite par Lionel Groulx est encore de nos jours la plus célèbre de toutes celles publiées par la revue L'Action française. Elle a d'ailleurs dès l'année suivante été réunie en un volume distinct. Devant le sort réservé aux Canadiens français dans la Confédération depuis 1867, devant les luttes constantes que ceux-ci doivent mener pour avoir le simple droit d'exister, Lionel Groulx, pour la seule fois aussi nettement dans l'un de ses écrits, ne voit de solution que dans l'indépendance du Québec.
Parmi les collaborateurs se trouvent des hommes engagés dans divers secteurs: des professionnels bien sûr (avocats, notaires, médecins, journalistes), des membres du clergé et des religieux, mais aussi des éducateurs, et même, à l'occasion, des hommes politiques. Les contributeurs les plus réguliers, de 1917 à 1928, sont Lionel Groulx (157 articles), Joseph-Papin Archambault (76 articles) Hermas Bastien (71 articles), Antonio Perrault (38 articles) et Anatole Vanier (34 articles).
Signe de la capacité de la revue d'attirer des plumes et des lecteurs : le dernier de ses 143 numéros, celui de décembre 1928, compte 100 pages.

## De la Ligue des droits du français à la Ligue d'action française puis Ligue d'action canadienne-française
Durant la guerre mais surtout après, les activités se multiplient. Outre L'Almanach et la revue L'Action française, la Ligue met sur pied une maison d'éditions, elle a une bibliothèque ouverte au public, elle organise des programmes annuels de conférences au Monument national et même des "Pèlerinages de l'Action française" au Long-Sault. Ainsi le nom d'Action française devient-il très populaire.
Pour consolider les assises du mouvement, les directeurs de la Ligue décident, en mai 1921, de demander au gouvernement du Québec une charte d'incorporation sous le nom de Ligue d'action française. Les requérants sont Philippe Perrier, Lionel Groulx, Joseph-Papin Archambault, Joseph Gauvreau, Omer Héroux, Louis Hurtubise, Antonio Perrault, Anatole Vanier et Napoléon Lafortune. La Ligue des droits du français disparaît, mais la continuité est assurée.
À partir de l'enquête sur "Notre avenir politique", la revue est toutefois placée sous surveillance. Henri Bourassa fustige Lionel Groulx et commence à s'en distancier de plus en plus ; il craint, dit-il, une instrumentalisation politique du catholicisme ; dans les faits, il n'admet tout simplement pas qu'un nationalisme plus centré sur le Québec émerge en parallèle du nationalisme canadien anti-impérialiste qui est le sien. Puis, en 1924, à la demande du premier ministre libéral Louis-Alexandre Taschereau, monseigneur Georges Gauthier, administrateur du diocèse de Montréal, exige de l'abbé Groulx que sa signature soit retirée de la couverture de la revue. Entre 1926 et 1928, c'est au tour de l'Université de Montréal, employeur de Groulx, de faire pression sur celui-ci. Même si, dans ses Mémoires l'historien s'en défend, on ne peut s'empêcher de présumer, à l'instar de Pascale Ryan, qu'il existe un lien entre l'amélioration de ses conditions d'emploi et sa démission de L'Action française. Les élites politiques et cléricales cherchent à freiner le mouvement nationaliste en s'en prenant à sa figure la plus éminente. Déjà, en 1918, les supérieurs jésuites du père Archambault l'avait intimé de se consacrer à ses œuvres religieuses et sociales et de se tenir loin du mouvement nationaliste, ce qui avait conduit celui-ci à quitter la Ligue.
En janvier 1928, la Ligue d'Action française et sa revue doivent changer de nom, pour éviter la confusion avec L'Action française de Paris, revue royaliste dirigée par l'agnostique Charles Maurras, et qui a été condamnée par le Saint-Siège à la fin de 1926. Les deux mouvements n'ont de toute façon rien en commun sauf le nom, justement.
Mais moins d'un an plus tard, Ligue et revue cessent leurs activités. C'est que, devenue une assez grosse entreprise d'édition et de librairie, La Ligue connaît alors une série de déboires financiers, notamment la fraude d'un employé qui part avec la caisse. Cela la pousse à vendre tous ses droits aux Éditions Albert Lévesque, avec qui néanmoins les relations deviennent rapidement tendues,. Ligue et revue reprendront vie seulement en 1933, sous les noms de Ligue d'action nationale et de L'Action nationale, encore présentes au XXIe siècle.